# Родриго, Оливия
Оли́вия Изабе́ль Родриго (англ. Olivia Isabel Rodrigo, род. 20 февраля 2003, Марриета, Риверсайд, Калифорния, США) — американская актриса, певица и автор песен. Она известна ролями Пейдж Олвера в сериале «Пэйдж и Фрэнки» и Нини Салазар-Робертс в сериале канала Disney+ «Классный мюзикл: Мюзикл». В январе 2021 года она выпустила свой дебютный сингл «Drivers License», который возглавил хит-парады многих стран, включая США.
На 64-й ежегодной премии «Грэмми» была номинирована в семи категориях, в том числе «Лучший новый исполнитель», «Альбом года» за Sour, «Запись года» и «Песня года» за «Drivers License». Журнал Time избрал её «Исполнителем 2021 года», а Billboard назвал её «Женщиной года» в 2022 году, что сделало её первой азиатско-американской артисткой, удостоенной этой награды.

## Юность
Оливия Изабель Родриго родилась в Марриете, штат Калифорния. Она имеет филиппинское происхождение со стороны отца, и ирлано-немецкое со стороны матери. Родриго начала брать уроки актёрского мастерства и пения в возрасте шести лет, она также играла в театральных постановках в начальной школе Лизы Джей Мейлс и средней школе Дороти Макэлхинни. Она переехала из Мурриета в Лос-Анджелес, когда получила роль в сериале «Пэйдж и Фрэнки».

## Карьера
Родриго впервые появилась на экране в рекламном ролике бренда Old Navy. Вскоре после этого, в 2015 году, она исполнила главную роль Грейс Томас в фильме «An American Girl: Grace Stirs Up Success». В 2016 году она получила роль Пейдж Олверы в сериале «Пэйдж и Фрэнки». В феврале 2019 года она получила главную роль Нини Салазар-Робертс в сериале «Классный мюзикл: Мюзикл», премьера которого состоялась в ноябре того же года. Родриго записала песни «All I Want» и «Just For A Moment» с Джошуа Бассеттом для саундтрека сериала.
В 2020 году Родриго подписала контракт с лейблами Interscope Records и Geffen Records. 8 января 2021 года она выпустила свой дебютный сингл «Drivers License», который написала в соавторстве с продюсером Дэном Нигро. В течение недели после своего выпуска сингл дважды побил рекорд Spotify по количеству ежедневных потоков: 11 января песня Родриго имела более 15,7 миллиона глобальных потоков на Spotify, которые она превзошла на следующий день с более чем 17 миллионами глобальных потоков.
Песня дебютировала на первом месте в американском основном хит-параде Billboard Hot 100, а также возглавила чарты Австралии, Великобритании, Ирландии, Нидерландов, Новой Зеландии и Норвегии. Родриго заявила в интервью, что «это была самая сумасшедшая неделя в моей жизни… Вся моя жизнь изменилась в одно мгновение».
Своими кумирами Родриго считает Тейлор Свифт и Лорд.
С Тейлор Свифт они впервые встретились 11 мая 2021 года на церемонии Brit Awards.
После выхода некоторых песен певице пришлось дополнительно указать соавторов, дабы избежать обвинений в плагиате. Родриго приписала Тейлор Свифт и Джеку Антоноффу интерполяцию в её песне «1 Step Forward, 3 Steps Back» и ретроактивно приписала соавторство Свифт, Антоноффу и Энни Кларк в её песне «Deja Vu». Позже также добавила Хейли Уильямс и Джош Фарро из группы Paramore в соавторы трека «Good 4 U».
Родриго номинирована в 7 категориях на 64-й ежегодной церемонии премии «Грэмми», в том числе «Лучший новый исполнитель», «Альбом года» за Sour «Запись года» и «Песня года» за «Drivers License». В итоге она выиграла в 3 категориях: «Лучший новый исполнитель», «Лучший вокальный поп-альбом» и «Лучшее сольное поп-исполнение».
Журнал Time избрал её «Исполнителем 2021 года», а Billboard назвал её «Женщиной года» в начале 2022 года, что сделало её первой азиатско-американской артисткой, удостоенной этой награды.
2 июня 2023 года на сайте Родриго появился 27-дневный обратный отсчет, что заставило многих поклонников предположить, что новая музыка выйдет 30 июня. 13 июня Родриго анонсировала новый сингл «Vampire», выпущенный 30 июня и вошедший во второй студийный альбом певицы Guts.

## Личная жизнь
Во время съемок «Классный мюзикл: Мюзикл» встречалась с актером Джошуа Бассеттом, играющим в этом же сериале. Но позже стало известно об их расставании, что в одной из версий и побудило Оливию написать ее дебютную песню «Drivers Licence», а позже и весь альбом SOUR.
Оливия Родриго подтвердила свои отношения с Луисом Партриджем во время страстного поцелуя в Нью-Йорке. Пара была сфотографирована на заправочной станции после месяцев предположений о свиданиях.
В июле 2021 года Родриго участвовала в программе Белого дома по популяризации вакцинации от COVID-19 среди молодежи. Она встретилась с президентом Джо Байденом, вице-президентом Камалой Харрис и главным медицинским советником Энтони Фаучи, чтобы обсудить свои усилия. Согласно сообщению CNN, Родриго будет записывать видеоролики о важности вакцинации молодых людей, в том числе отвечая на вопросы молодежи относительно вакцинации.

## Фильмография
| Год       | Название                                 | Роль                 | Примечание             |
| --------- | ---------------------------------------- | -------------------- | ---------------------- |
| 2015      | An American Girl: Grace Stirs Up Success | Грейс Томас          | Direct-to-video film   |
| 2016—2019 | Пэйдж и Фрэнки                           | Пейдж Олвера         | Главная роль           |
| 2017      | Новенькая                                | Terrinea             | Episode: «Young Adult» |
| 2019—2022 | Классный мюзикл: Мюзикл                  | Нини Салазар-Робертс | Главная роль           |

Концертные Фильмы
| Год  | Название             | Платформа | Примечание                     |
| ---- | -------------------- | --------- | ------------------------------ |
| 2022 | diving home 2 u      | Disney+   | Вышел в поддержку альбома Sour |
| 2024 | GUTS World Tour film | Netflix   | Вышел в поддержку альбома Guts |

## Дискография
- Sour (2021)
- Guts (2023)

## Награды и номинации
| Награда                | Год  | Номинант                                     | Категория                                | Результат | Ссылка        |
| ---------------------- | ---- | -------------------------------------------- | ---------------------------------------- | --------- | ------------- |
| ASCAP Pop Music Awards | 2022 | Оливия Родриго                               | Songwriter of the Year                   | Победа    | [ 48 ] [ 49 ] |
| ASCAP Pop Music Awards | 2022 | «Drivers License» (с Nigro)                  | Winning Songwriters and Publishers       | Победа    | [ 48 ] [ 49 ] |
| ASCAP Pop Music Awards | 2022 | «Deja Vu» (с Nigro, Clark, Swift и Antonoff) | Winning Songwriters and Publishers       | Победа    | [ 48 ] [ 49 ] |
| ASCAP Pop Music Awards | 2022 | «Good 4 U» (с Nigro, Williams и Farro)       | Winning Songwriters and Publishers       | Победа    | [ 48 ] [ 49 ] |
| ASCAP Pop Music Awards | 2024 | Оливия Родриго                               | Songwriter of the Year                   | Победа    | [ 49 ] [ 50 ] |
| ASCAP Pop Music Awards | 2024 | «Vampire» (с Nigro)                          | Winning Songwriters and Publishers       | Победа    | [ 49 ] [ 50 ] |
| ASCAP Pop Music Awards | 2024 | «Bad Idea Right?» (with Nigro)               | Winning Songwriters and Publishers       | Победа    | [ 49 ] [ 50 ] |
| Billboard Music Awards | 2022 | Оливия Родриго                               | Top Artist                               | Номинация | [ 51 ]        |
| Billboard Music Awards | 2022 | Оливия Родриго                               | Top New Artist                           | Победа    | [ 51 ]        |
| Billboard Music Awards | 2022 | Оливия Родриго                               | Top Female Artist                        | Победа    | [ 51 ]        |
| Billboard Music Awards | 2022 | Оливия Родриго                               | Top Hot 100 Artist                       | Победа    | [ 51 ]        |
| Billboard Music Awards | 2022 | Оливия Родриго                               | Top Streaming Songs Artist               | Победа    | [ 51 ]        |
| Billboard Music Awards | 2022 | Оливия Родриго                               | Top Radio Songs Artist                   | Победа    | [ 51 ]        |
| Billboard Music Awards | 2022 | Оливия Родриго                               | Top Billboard Global 200 Artist          | Победа    | [ 51 ]        |
| Billboard Music Awards | 2022 | Оливия Родриго                               | Top Billboard Global (Excl. U.S.) Artist | Номинация | [ 51 ]        |
| Billboard Music Awards | 2022 | «Good 4 U»                                   | Top Hot 100 Song                         | Номинация | [ 51 ]        |
| Billboard Music Awards | 2022 | «Good 4 U»                                   | Top Streaming Song                       | Номинация | [ 51 ]        |
| Billboard Music Awards | 2022 | «Good 4 U»                                   | Top Radio Song                           | Номинация | [ 51 ]        |
| Billboard Music Awards | 2022 | «Good 4 U»                                   | Top Billboard Global 200 Song            | Номинация | [ 51 ]        |
| Billboard Music Awards | 2022 | Sour                                         | Top Billboard 200 Album                  | Победа    | [ 51 ]        |
| Billboard Music Awards | 2023 | Оливия Родриго                               | Top Female Artist                        | Номинация | [ 52 ]        |
| BMI Pop Awards         | 2022 | Deja vu                                      | Award Winning Song                       | Победа    | [ 53 ]        |
| Brit Awards            | 2022 | Оливия Родриго                               | International Artist                     | Номинация | [ 54 ]        |
| Brit Awards            | 2022 | «Good 4 U»                                   | International Song of the Year           | Победа    | [ 54 ]        |
| Brit Awards            | 2024 | Herself                                      | International Artist                     | Номинация | [ 55 ]        |
| Brit Awards            | 2024 | «Vampire»                                    | International Song of the Year           | Номинация | [ 55 ]        |
| Grammy Awards          | 2022 | Оливия Родриго                               | Best New Artist                          | Победа    | [ 56 ]        |
| Grammy Awards          | 2022 | Sour                                         | Album of the Year                        | Номинация | [ 56 ]        |
| Grammy Awards          | 2022 | Sour                                         | Best Pop Vocal Album                     | Победа    | [ 56 ]        |
| Grammy Awards          | 2022 | «Drivers License»                            | Record of the Year                       | Номинация | [ 56 ]        |
| Grammy Awards          | 2022 | «Drivers License»                            | Song of the Year                         | Номинация | [ 56 ]        |
| Grammy Awards          | 2022 | «Drivers License»                            | Best Pop Solo Performance                | Победа    | [ 56 ]        |
| Grammy Awards          | 2022 | «Good 4 U»                                   | Best Music Video                         | Номинация | [ 56 ]        |
| Grammy Awards          | 2024 | «Vampire»                                    | Record of the Year                       | Номинация | [ 57 ]        |
| Grammy Awards          | 2024 | «Vampire»                                    | Song of the Year                         | Номинация | [ 57 ]        |
| Grammy Awards          | 2024 | «Vampire»                                    | Best Pop Solo Performance                | Номинация | [ 57 ]        |
| Grammy Awards          | 2024 | Guts                                         | Album of the Year                        | Номинация | [ 57 ]        |
| Grammy Awards          | 2024 | Guts                                         | Best Pop Vocal Album                     | Номинация | [ 57 ]        |
| Grammy Awards          | 2024 | «Ballad of a Homeschooled Girl»              | Best Rock Song                           | Номинация | [ 57 ]        |